# Spitzhaue

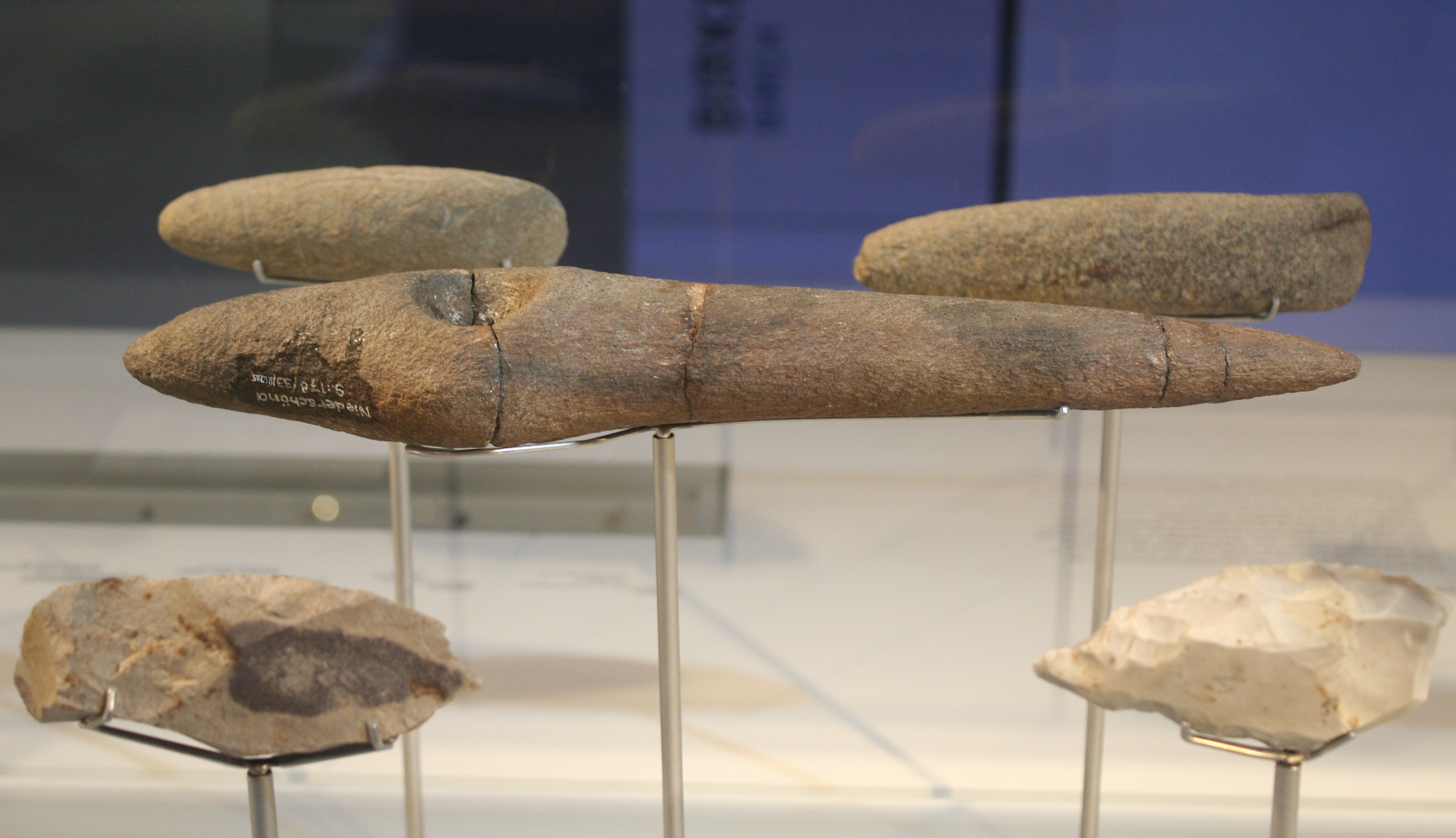
Spitzhaue – in der Bildmitte

Die Spitzhaue ist dem Umriss nach ein Derivat der „gemeineuropäischen Hammeraxt“ und der mitteldeutschen facettierten Axt. Sie ist, mit spitz einem zulaufenden Vorderteil und einem doppelkonischen Schaftloch versehen und mit der Einzelgrab- oder Streitaxtkultur zu verbinden. Streitäxte und Spitzhauen haben das gleiche Verbreitungsgebiet.
Über den Gebrauch der Spitzhauen lassen sich nur Mutmaßungen anstellen. Die Deutung schwankt zwischen Arbeitsgerät, Kultgegenstand und Waffe. Die gepickte doppelkonische Durchlochung ist häufig nachgeglättet bzw. nachgeschliffen und weist oft einen recht kleinen, für den Gebrauch als Arbeitsgerät und Waffe ungünstigen Innendurchmesser auf. Möglicherweise wurden Spitzhauen an einer Schnur oder einem Lederriemen befestigt und als Schleuderwaffe benutzt und waren gar keine „Hauen“. Sie fanden sich offenbar bisher nicht in Gräbern. Es sind vielmehr Lesefunde, bei denen die Haue häufig am Schaftloch zerbrochen sind.
Da eine Gruppe den facettierten Streitäxten der Schnurkeramiker Mitteldeutschlands nachgebildet wurde, ist die Herkunft der Spitzhauen in diesem Raum zu suchen. Das Schleswig, Jütland und die dänischen Inseln gehören nicht zu ihrem Verbreitungsgebiet. Die Form kam über die Räume Neustadt am Rübenberge/Porta Westfalica und Göttingen/Kassel nach Ostwestfalen. Über die südliche Hellwegzone und den Haarstrag/Haarweg erreichte sie – wie die frühen Hammeräxte – das nördliche Sauerland und das Ruhrgebiet. Im Münsterland fanden sich bisher keine Spitzhauen.